# Eiweißbrot
Als Eiweißbrot (auch eiweißangereichertes Brot) bezeichnet man Brot, dessen Gehalt an Proteinen mindestens 22 % in der Trockensubstanz beträgt.
Als Spezialbrot wurden unter diesem Namen ab Ende des 19. Jahrhunderts verschiedene Backwaren entwickelt. Sie dienten sowohl der proteinreichen Krankenkost als auch der Versorgung im Militär. Neben pflanzlichen Proteinen und Proteinen von Milch und Milcherzeugnissen wurde auch mit der Zugabe von Tierblut experimentiert. 100 Jahre später wurde das Brot als Trendlebensmittel populär und bei verschiedenen kohlenhydratarmen Diätkonzepten, z. B. Low Carb, empfohlen. Statt dem üblichen Anteil von ca. 5 % enthalten diese Brote teilweise mehr als 30 % Proteine. Der geringe Kohlenhydratanteil wird bei vielen Produkten auch durch einen höheren Fettanteil erreicht. So werden statt Mehlen Ölsaaten und -samen dem Backteig hinzugegeben.
Hauptsächlich wird Weizen- und Sojaprotein verwendet, aber auch geschrotetes Getreide. Daneben finden sich häufig Leinsamen, Sesam und Sonnenblumenkerne.

## Kleingebäck
Backwaren unter 250 g werden als Kleingebäck häufig als Eiweißbrötchen bezeichnet.